# Стелька

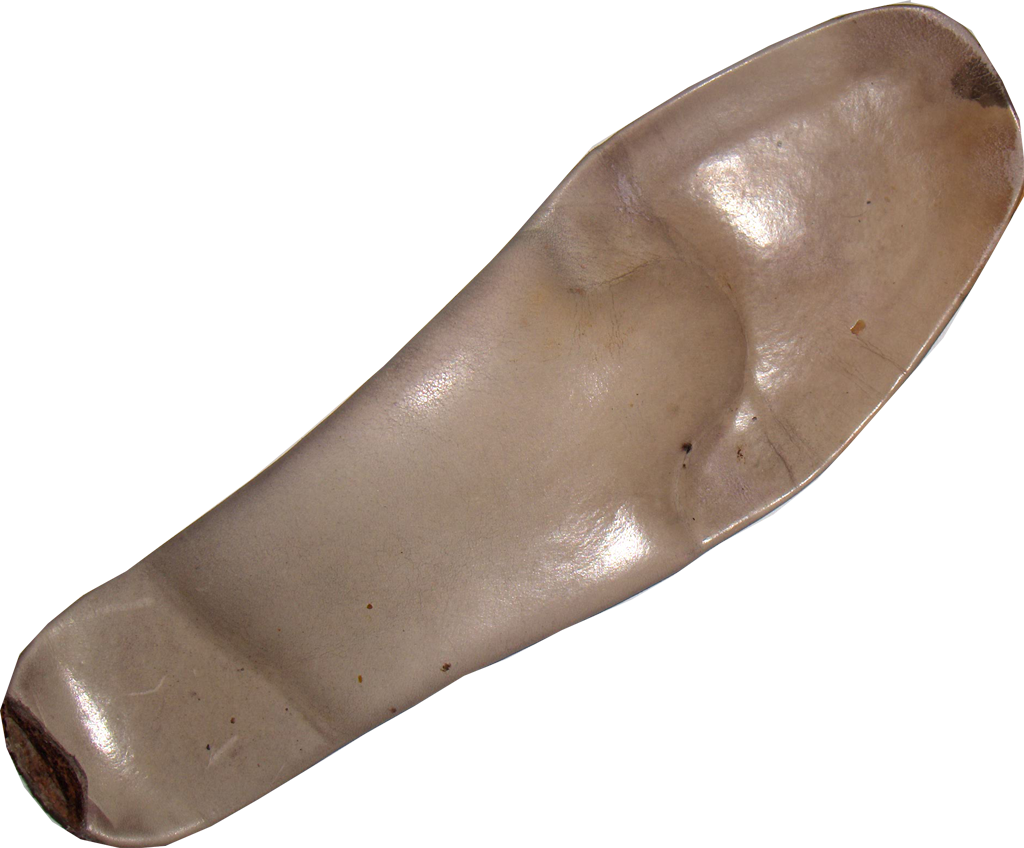

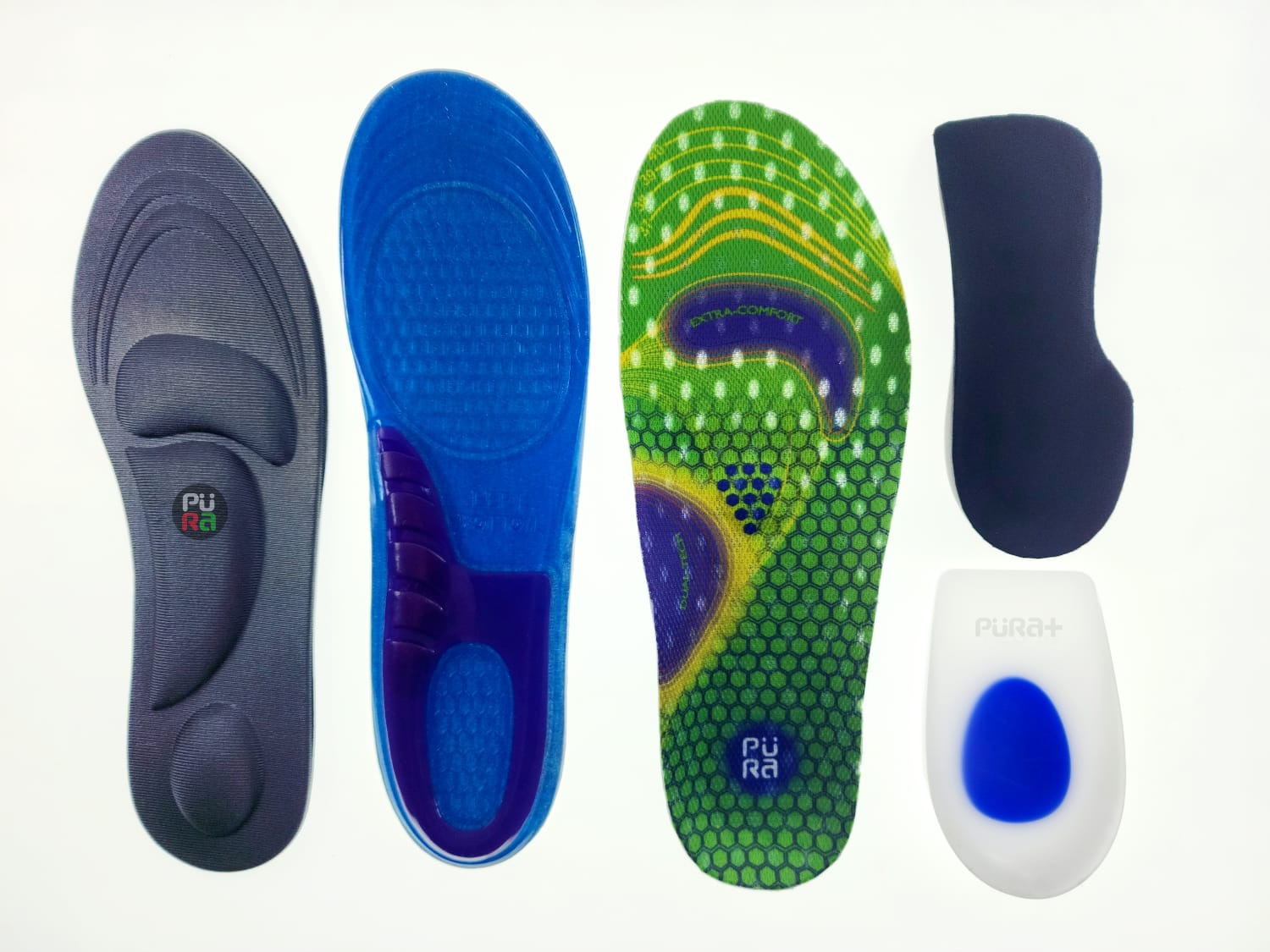
разные виды ортопедических стелек

Вставка в обувь (ортез) — это съёмная стелька, которая выполняет ряд функций. В частности: ежедневный комфорт при ношении, облегчение боли в стопе и суставах при артрите, чрезмерных нагрузках, травмах и других проблемах; ортопедическая коррекция, уменьшение неприятного запаха, повышение спортивных результатов или увеличение роста владельца обуви, коррекция разницы длины ног. Корректирующие вставки в обувь часто называют ортопедическими. Вкладные стельки могут содержать в себе встроенную поддержку (выкладку) для продольного и поперечного сводов стопы, а также другие коррекционные элементы, такие как пронатор, супинатор, косок.
Таким образом, стелька представляет собой нижнюю внутреннюю деталь обуви, которая находится непосредственно под стопой, под основной стелькой (также называемой подкладкой). Стелька крепится к краю затяжки верхней части ботинка, которая оборачивается вокруг обувной колодки во время закрытия ботинка при операции затяжки. Изготавливаются обычно из целлюлозного картона, пробкового дерева, полимерных нетканых материалов. Часто ботинки имеют съёмные или сменные стельки. Наличие дополнительной амортизации обычно служит для удобства при ношении (также для контроля формы, влаги и запаха) обуви или применяется по медицинским показаниям (чтобы помочь справиться с дефектами естественной формы стопы или для фиксирования стопы при стоянии или ходьбе).
Некоторые специалисты высказывают сомнения в эффективности использования ортопедических стелек и указывают на недостаточную научную опору в их производстве.

## Виды стелек
| Гигиенические | Профилактические | Лечебные (ортопедические) |
| --- | --- | --- |
| 1. Противогрибковые 2. Против запаха 3. Утепляющие (зимние тёплые стельки) 4. Массажные стельки 5. Обувная вкладная стелька | 1. Стандартные ортопедические (изготовленные по усредненной ортопедической колодке) 2. Индивидуальные анатомические (изготовленные по индивидуальному отпечатку стопы, точно воспроизводя анатомию сводов конкретной стопы, поддерживают своды, разгружают стопу, без коррекции) | 1. Индивидуализированные ортопедические (изготовленные по усредненной ортопедической колодке с дополнительными элементами, необходимыми данному пациенту). 2. Индивидуальные ортопедические (изготовленные по индивидуальному слепку, точное воспроизведение анатомии сводов конкретной стопы, коррекция) 3. Защитные антипрокольные стельки (металлические или кевларовые, пластиковые) 4. Впитывающие влагу стельки, для сушки обуви. 5. термостельки 6. стельки с подогревом |

## Медицинское значение

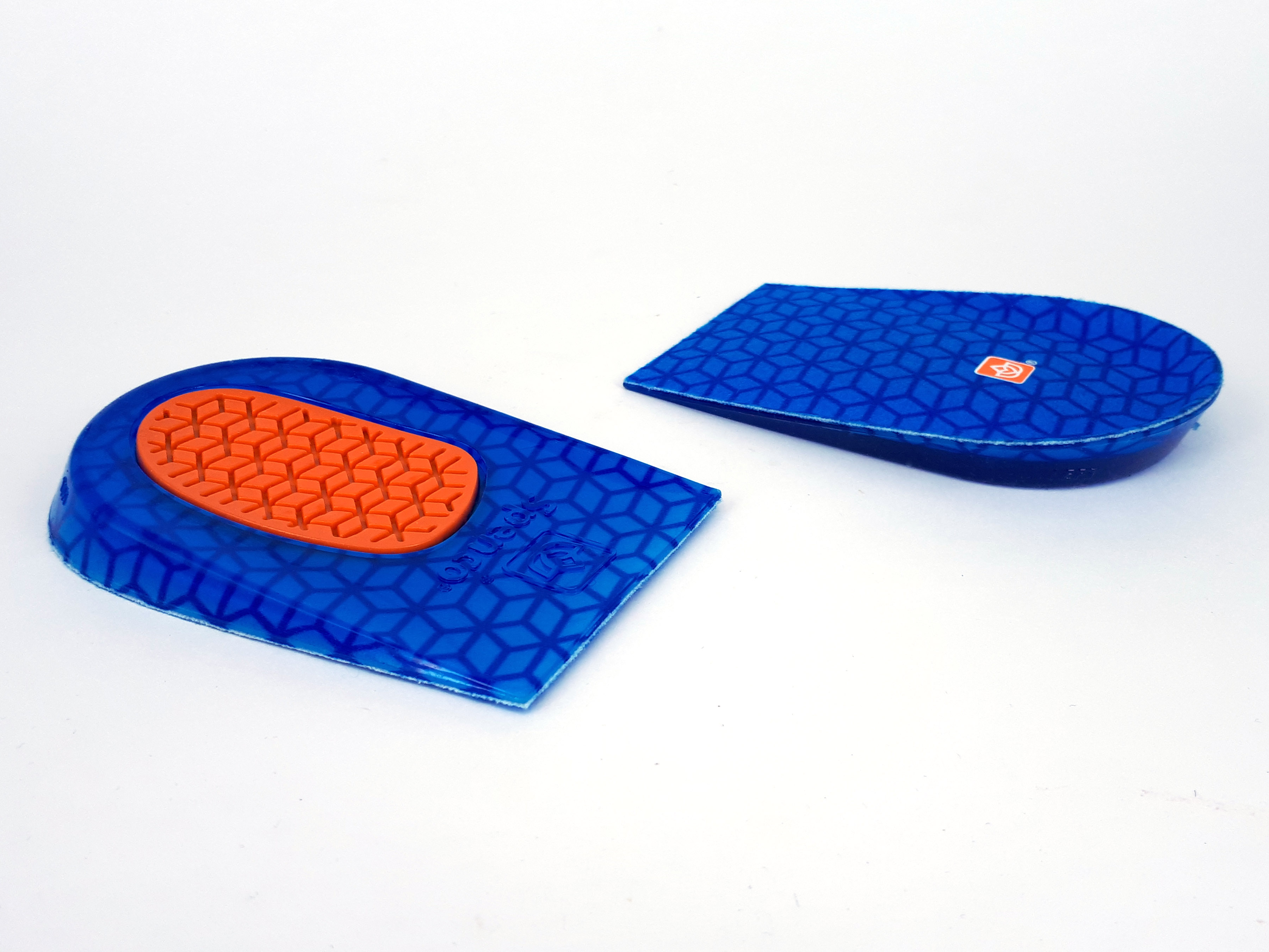
гелевые подпяточники при пяточной шпоре

Как уже было сказано, стельки обеспечивают дополнительную амортизацию либо корректирующий эффект. Исходя из вида нарушения функций стопы, можно определить цель коррекционного вмешательства (ортезирования):
- поддержка
- стимуляция
- коррекция
- разгрузка

Соответственно, стельки можно разделить на:
- сводоподдерживающие
- сводоформирующие
- корригирующие
- разгружающие

| Группы патологий | Вид стелек | Действие | Результат                                                                              |
| --- | --- | --- | -------------------------------------------------------------------------------------- |
| Функциональная недостаточность стоп (усталость, боли при нормально сформированных сводах). Плоскостопие продольное, поперечное, комбинированное (снижение высоты сводов).                      | Сводоподдерживающие Высота выкладки внутреннего и наружного сводов закладываются с учётом особенностей данной стопы | Поддержка и разгрузка сводов, улучшение амортизационных свойств стопы. | Уменьшение болей, повышение выносливости стопы                                         |
| Замедленное формирование сводов (высота сводов не соответствует возрастной норме) | Сводоформирующие Высота выкладки внутреннего свода примерно равна высоте наружного | Неполная выкладка внутреннего свода даёт лёгкую поддержку стопе, направляя и стимулируя собственные резервы формирования арочной структуры, не заменяя функцию мышц. Поддержка наружного свода стабилизирует стопу, облегчая формирование внутреннего свода. | Ускорение формирования сводов                                                          |
| Патологические установки стопы (приобретённые, врождённые): вальгусные, варусные, полые, приведённые стопы, последствия травм и оперативных вмешательств; укорочения нижней конечности и т. д. | Корригирующие Конструкция стельки помимо выкладок сводов может иметь дополнительные ортопедические элементы: пронатор, супинатор, высокие бортики, пелоты, компенсацию укорочения и т. д. Свойства материала подбираются в зависимости от тяжести патологии. | Коррекция положения стопы (биомеханическое выравнивание) в контексте всего опорно-двигательного комплекса. Коррекция собственно структур стопы. | Улучшение функций стопы, снижение болей, утомляемости; меньшая деформация обуви.       |
| Диабетическая стопа. Пяточные шпоры. Статическая деформация стоп (ригидная, с натоптышами). | Разгружающие Стелька имеет выкладки сводов, углубления под язвы, натоптыши и прочие болезненные места, специальные пелоты и ортопедические элементы. Сочетание материалов различной жёсткости.                                                               | Перераспределение давления под проблемными участками на другие отделы стопы. | Уменьшение болей, угрозы образования язв. Улучшение функций стопы, улучшение прогноза. |

По методу воздействия на опорно-двигательный аппарат человека ортопедические стельки можно разделить на две группы:
- Корригирующие или разгружающие — изменяющие положение отдельных участков стопы.
- Сенсомоторные — воздействующие на нервные окончания на плантарной поверхности стопы.

Сенсомоторные ортопедические стельки являются относительно новым направлением, их отличительная особенность — наличие жёстких выкладок не под сводом стопы, а в проекциях «активных точек» на плантарной поверхности. Такие стельки рекомендуется назначать при повышенном тонусе мышц нижних конечностей (в том числе последствиях ДЦП), при сколиозе и других заболеваниях. Эти изделия следует рассматривать как этап консервативного лечения.
Решающее значение для эффективности стельки имеет грамотная реализация рекомендаций врача.

## Материалы для изготовления ортопедических стелек
При изготовлении основы индивидуальных ортопедических стелек используются такие материалы, как:
натуральные материалы — кожа, пробка, а также современные высокотехнологичные материалы — EVA, Veldona, Microliner и другие, которые придают стелькам прочность, поглощают избыточную влагу, обладают хорошими амортизирующими свойствами, гипоаллергенны.
Также используются такие материалы, как:
- Пробка.
- Термопластик.
- Карбон.
- EVA-материал (Этиленвинилацетат).
- Прочие разновидности полимеров.

Для покрытия используются материалы:
- Кожа (натуральная и искусственная).
- Материалы на основе микрофибры.
- Латекс.
- Сукно.
- Мех.
- Флис.
- Байка.

## Технологии изготовления ортопедических стелек
Для эффективной коррекции дисфункции или патологии стопы различного генеза необходим сложный комплекс мероприятий, неотъемлемой частью которого является использование ортопедических стелек (ортезов).
Корригирующие стельки должны обладать армирующими и амортизирующими свойствами, обеспечивать исправление имеющихся деформаций и отклонений от физиологического положения стопы.
Помимо необходимой прочности, демпфирования, износостойкости, современные производители ортезов стремятся сделать их более комфортабельными, улучшить их санитарно-гигиенические свойства.
Для решения этих задач следует обеспечить:
- достаточную вентилируемость и высокую влагоемкость стелек,
- придание антисептических свойств,
- дезодорирование.

Это достигается использованием мягких пористых материалов, специальных прослоек из активированного угля, пропиткой антимикробными составами и нанесением на внутренние поверхности стельки серебряных нанослоев.
Немаловажным достоинством некоторых стелек является возможность стирки, обработки дезинфицирующими составами и отсутствие усадки при сушке.
В настоящее время известны и широко применяются многочисленные универсальные ортопедические стельки, выпускаемые промышленностью. Однако наиболее оптимальными являются методы изготовления индивидуальных стелек, которые позволяют учитывать все особенности стопы пациента: степени снижения внутреннего и наружного продольных сводов, эластичности стоп, величину пронации или супинации пяточной кости.
Разработка конструкций и последовательности технологических операций осуществляется, исходя из результатов биометрической и биомеханической диагностики с учётом геометрических параметров, характеризующих соответствующие патологии стопы (геометрические размеры высоты свода, площади плантарного контакта в основных опорных частях подошвы, положение пяточного отдела, траектории ходьбы)..
Ортопедические стельки по методам изготовления условно можно разделить на 3 основных класса:
- Изделия, изготовленные методом литья (изделия серийного производства).
- Изделия, изготовленные в пресс-формах или методом механовакуумного формования по индивидуальному слепку или на формообразующих колодках (мелкосерийные или индивидуальные изделия).
- Изделия, изготовленные на станках с ЧПУ по математической модели (CAD/CAM-моделирование), полученной на основе скана стопы (индивидуальные изделия).